# アメリカ党 (2025)
アメリカ党 (英: America Party) はアメリカ合衆国で提案されている政党である。2025年6月5日に初めて提案され、ドナルド・トランプ大統領との確執を受けて、7月5日にイーロン・マスクによって結成が発表された。

## 歴史
イーロン・マスクは2024年アメリカ合衆国大統領選挙においてドナルド・トランプの再選に重要な役割を果たした。しかし、2025年6月にマスクとトランプの間で、大型減税を実現するため当時検討されていた『ワン・ビッグ・ビューティフル・ビル法案』（One Big Beautiful Bill Act、以下OBBB法）をめぐる対立が始まった。この争いは、6月5日にトランプがドイツのフリードリヒ・メルツ首相との会談中にマスクを公然と批判したことで激化した。マスクは、X（旧Twitter）上でトランプを非難する一連の投稿を行いながら、「中間層の80%」を代表する政党の設立を提案し、ユーザーに賛成か反対かを投票できるアンケートを添付した。このアンケートは翌日に終了し、約80%が賛成票を投じた。マスクは、その結果を受けて直ちに新党の設立を表明し、党名を「アメリカ党（America Party）」とした。
この政党の設立以前から、二大政党制に反対する複数の政党や個人が、イーロン・マスクの支援を得ようと試みていた。アンドリュー・ヤンは『ポリティコ・マガジン』のインタビューにおいて、マスクと共に新たな政党を設立するか、あるいは自身が率いる「前進党（フォワード・パーティー）」を支援してもらうことを模索していた。マスクは以前、ヤンの2020年大統領選挙において彼を支持していた。また、リバタリアン党全国委員会の委員長であるスティーブン・ネカイラも、2024年7月にマスクとの連携を提案していた。
ロイター通信によると、マスクはトランプとの和解を模索し、トランプ政権からの働きかけがあったにもかかわらず、「アメリカ党」の設立に対して本気で取り組んでいたという。2025年6月下旬、上院でOBBB法案の採決が近づくと、マスクは同法案が可決された場合にはアメリカ党を結成する意向を表明し、同法案に賛成票を投じた共和党議員に対して予備選での対立候補支援を行うと予告した。同法案は数日後に下院へ移され、7月3日に可決された。マスクはその翌日に選挙戦略の構想を示し、2回目の世論調査を実施した。彼は共和党と民主党の双方を「ユニパーティ（一枚岩の政党）」と呼び、真の選択肢を提示できていないと批判した。
マスクが現実的な第三政党を設立する可能性については、広く困難と見なされている。『ワシントン・ポスト』は、マスクが政党を設立するに十分な資産を有しているものの、彼のビジネス上の複雑な事情や、2025年のウィスコンシン州最高裁判所選挙に影響を与えられなかったこと、さらに政府効率化省での活動に起因する人気の低下が、その取り組みを妨げる要因となり得ると指摘している。また、アメリカ党は選挙における投票用紙への掲載（バラット・アクセス）にも課題を抱えている。『ニューヨーク・タイムズ』によると、マスクは発表の数日前から、支持者らと共に政党の構想について議論を重ねていたが、それは実務的というより概念的な話し合いにとどまっていたという。7月4日、マスクはX上で2回目の世論調査を実施し、アメリカ国民は「二大政党制（あるいはユニパーティ）からの独立」を望んでいるかどうかを問いかけた。この調査は翌5日に終了し、約65%が新党の設立に賛成票を投じた。同日、マスクは「アメリカ党」の設立を発表した。
合衆国連邦選挙委員会（FEC）にアメリカ党が正式に登録されたかどうかについて、マスクは明言しておらず、7月5日、UPI通信社は、同党の情報がFECのウェブサイト上に確認できなかったと報じた。翌7月6日にはマスクと同じく億万長者である実業家のマーク・キューバンおよび政治家のアンソニー・スカラムーチが、アメリカ党の支援に「関心がある」とされ、州ごとの投票用紙への掲載に向けた支援も申し出ていると伝えられた。同日、財務長官スコット・ベッセントは、「昨日のマスク氏の発表は、取締役会にとって好ましいものではなかっただろう。彼らは、政治活動ではなく本業に専念するよう促すはずだ」と述べた。

## イデオロギーと政策
マスクは、アメリカ党の中心的な目標は財政赤字の削減であり、財政保守主義を掲げる政党であると述べている。『ニューヨーク・タイムズ』のネイト・コーンは、同党のイデオロギーについて、「すでに左派・右派双方の批判者から与えられたレッテルによって特徴づけられるかもしれない」と述べており、それはそれぞれ新自由主義（ネオリベラリズム）およびグローバリズムを指しているという。コーンによれば、同党はまた、規制緩和、自由貿易、「高度技能を有する」移民の受け入れも支持している。
社会問題をめぐっては、トランプと近い立場を取るものの、マスクは共和党の政策は債務を増大させるとして、「債務奴隷制」と呼んでいる。

## 組織
マスクは南アフリカ共和国生まれの帰化市民であるため、アメリカ合衆国大統領選挙への立候補資格を有していない。また、同党の代表を誰が務めるのか、あるいは党の組織構造がどのような形になるのかについても、これまでのところ明言していない。

## 選挙での戦略
ニューヨーク・タイムズ社のネイト・コーンは、ドナルド・トランプおよびジョー・バイデン両政権下での経済状況の悪化により二大政党制への不満が高まった場合、アメリカ党が2028年の選挙において正当性を得る可能性があると指摘している。『ヴォックス』は、マスクが2026年の中間選挙において下院および上院の接戦区に重点を置くことで、未来志向（フューチャリスト）およびリバタリアン寄りの有権者を結集し、共和党に悪影響を与える可能性があると論じている。
2025年7月に実施されたクァンタス・インサイツ（Quantus Insights）による予備調査では、イーロン・マスクが第三政党を立ち上げた場合、およそ40%のアメリカ国民が支持する可能性があることが示された。「非常に支持する可能性がある」と答えた人は14%、「ある程度支持する可能性がある」と答えた人は26%であった。一方、38%は支持しないと回答し、残りは判断を保留していた。この調査では、共和党支持の男性および無党派の男性のほぼ半数に強い関心が見られた一方で、高齢者や民主党支持層からは懐疑的な意見が多く寄せられた。
2025年7月、マスクはアメリカ党について、「2〜3議席の上院選挙区」と「8〜10の下院選挙区」に焦点を当て、「論争のある法案における決定票」として一般意思を代表する役割を果たすことができると述べた。彼はまた、アメリカ党が2026年の選挙に候補者を擁立する意向を示し、その戦略をレウクトラの戦いにおけるギリシアの将軍エパメイノンダスの戦術、すなわち「戦場における特定地点への集中的戦力投入」に例えた。さらに、同党は民主党・共和党いずれの党とも別に会派を形成し、その後に「両党との間で立法上の協議を行う」とも述べている。